# Verwertungsgesellschaft für Montanindustrie
Die Verwertungsgesellschaft für Montanindustrie mbH, auch verkürzt Montan GmbH war ein 1916 gegründetes deutsches Unternehmen in der Rechtsform einer Gesellschaft mit beschränkter Haftung, das lediglich als Mantelgesellschaft ohne operatives Geschäft fungierte. Nach ihm wurde das Montan-Schema benannt, das die Praxis der verschleierten staatlichen Intervention des Dritten Reichs in die deutsche Rüstungsindustrie beschrieb.

## Geschichte
Die Montan GmbH befand sich ab 1922 im Besitz der Maxhütte, die später 95 % des Stammkapitals von 4.800 Reichsmark an die Geräte- und Apparate-Handelsgesellschaft mbH (Gerap) abgab, welche vom Heereswaffenamt (HWA) kontrolliert wurde und die Anteile für das HWA treuhänderisch hielt.
Die Verwertungsgesellschaft für Montanindustrie mbH trat als angeblich privatwirtschaftliche Verpächterin von heereseigenen Industriebetrieben auf. Zu den Pächtern gehörte z. B. die Eibia G.m.b.H. für chemische Produkte.
Nach der Machtergreifung der Nationalsozialisten wurden im Rahmen der Aufrüstung der Wehrmacht größere Produktionskapazitäten für Munition gefordert. Daraufhin gründeten die WASAG und die Dynamit AG 1934 die Deutsche Sprengchemie GmbH, welche mit Unterstützung der staatseigenen Verwertungsgesellschaft für Montan-Industrie mbH neue Sprengstoff- und Munitionswerke auf staatlichem Grund und Boden errichtete.
Sitz der Verwertungsgesellschaft für Montanindustrie mbH war ab 1933 die sogenannte Georgsburg in Hamburg-Hammerbrook. Im Oktober 1944 richtete die SS im Gebäude das KZ-Außenlager Hamburg-Hammerbrook ein, das dem KZ Neuengamme unterstellt war.
An den Aktivitäten des Unternehmens waren u. a. Max Zeidelhack, Odilo Burkart und Hans Henrici beteiligt.
1951 firmierte das Unternehmen in Industrieverwaltungsgesellschaft mbH um, heute IVG Immobilien AG.

## Beteiligungen
Die Montan war Gesellschafterin folgender Betreiberunternehmen:
- Altmärkische Kettenwerke (Alkett) in Berlin-Borsigwalde – 40 % (Rheinmetall-Borsig AG 60 %)
- Bereitschaftswerk Gendorf in Burgkirchen an der Alz – 100 %
- Elektro- und Feinmechanische Industrie GmbH (ELFI) in Hildesheim; gegründet Ende 1937; von der Robert Bosch GmbH gepachtet, im Dezember 1942 in Trillke-Werke GmbH umbenannt und im April 1952 als Robert Bosch GmbH, Werk Hildesheim von der Pächterin übernommen
- Faserstoff- und Spinnerei Fürstenberg AG – 100 % (vgl. auch Max Zeidelhack)
- Feinmechanische Werke GmbH (FEIMA) in Erfurt – 100 % (vgl. auch Maschinenfabrik Geipel)
- Hanseatisches Kettenwerk GmbH (HaK) in Hamburg-Langenhorn – 100 %
- Monturon GmbH in Falkenhagen (Mark) (N-Stoff-Werk)[2] – 50 %
- Ostmarkwerke GmbH in Wien – 100 %
- Ostmarkwerke Prag GmbH – 100 %
- Paltenstahlindustrie GmbH in Rottenmann (Steiermark) – 100 %
- Paraxol GmbH mit vier Standorten
- Spandauer Stahlindustrie GmbH – 50 %
- Sprengstoffwerke Blumau AG in Felixdorf (Niederösterreich) – 100 %
- Warschauer Vereinigte Maschinenfabriken AG – 100 %